# Can Llinars (Llordà)
Can Llinars és un edifici adossat (mur contra mur) a l'església parroquial del poble de Llordà. Edifici de planta quadrada rectangular, de murs altíssims, que protegeixen tota una banda del poble, convertint la casa en una fortificació. Coberta d'un sol vessant. Les finestres són molt amunt i petites, reforçant el caràcter de fortificació. Algunes llindes són fusta mentre que d'altres són de pedra. Xemeneia i forn de pa (vegeu fitxa). Porta d'entrada d'arc de mig punt, adovellada, amb la inscripció a la dovella: 1617. Al costat oposat, una altra porta d'accés.
El forn de pa de Can Llinàs, té la mateixa datació que la casa. Està adossat a l'angle exterior de la casa. Té un cos cilíndric, per un costat adossat al mur i per l'altre, presenta una obertura rectangular, amb una llosa que fa de rapissa, on reposen dues pedres que sostenen un arquet fet amb una sola pedra, el quan emmarca el forat per on s'introduïa el pa. La coberta és de lloses de pedra i està coberta de vegetació.